# Tanjung Iman (Buay Sandang Aji)
Tanjung Iman is een bestuurslaag in het regentschap Ogan Komering Ulu Selatan van de provincie Zuid-Sumatra, Indonesië. Tanjung Iman telt 713 inwoners (volkstelling 2010).